# RMIT大学

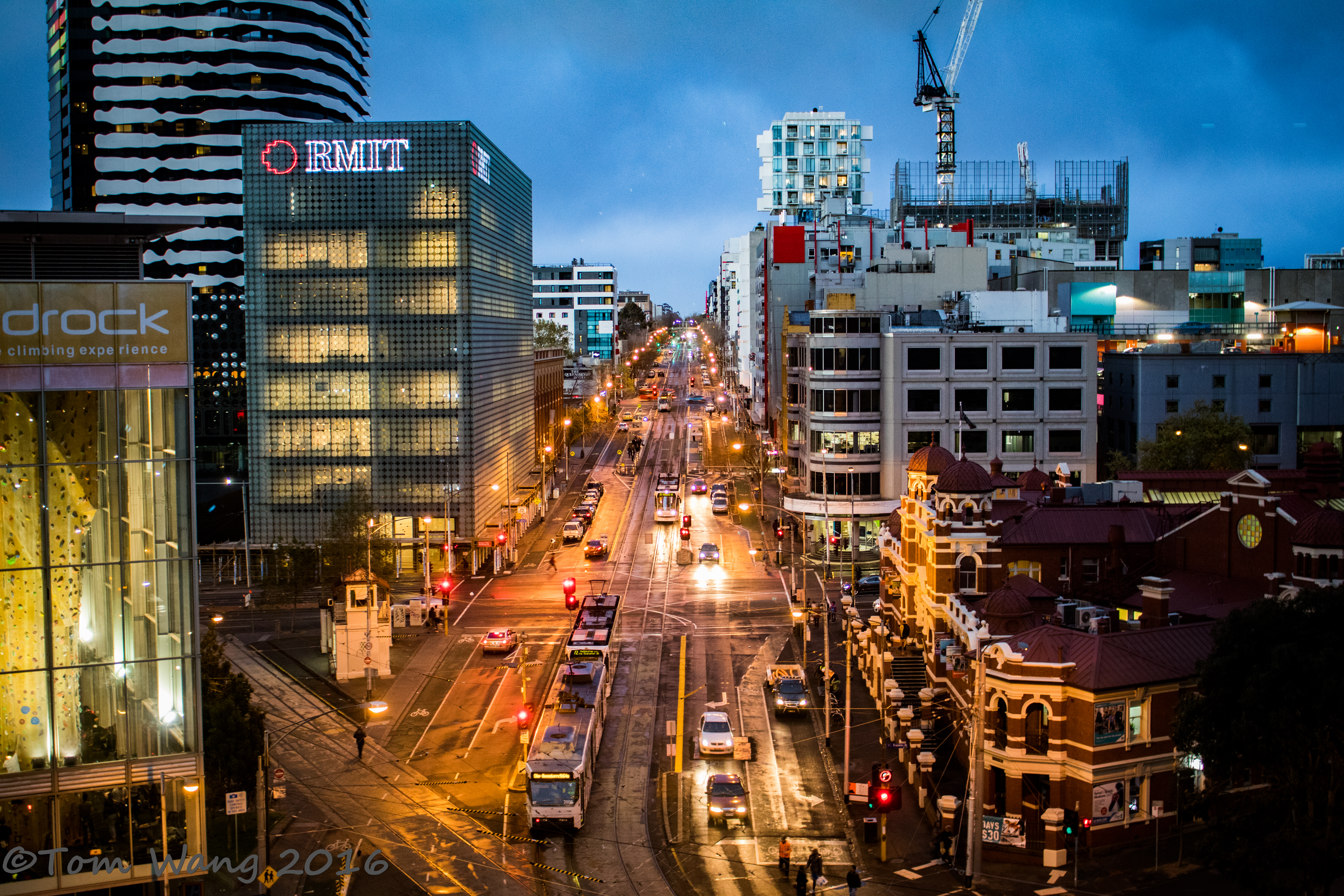
Around Melbourne City campus

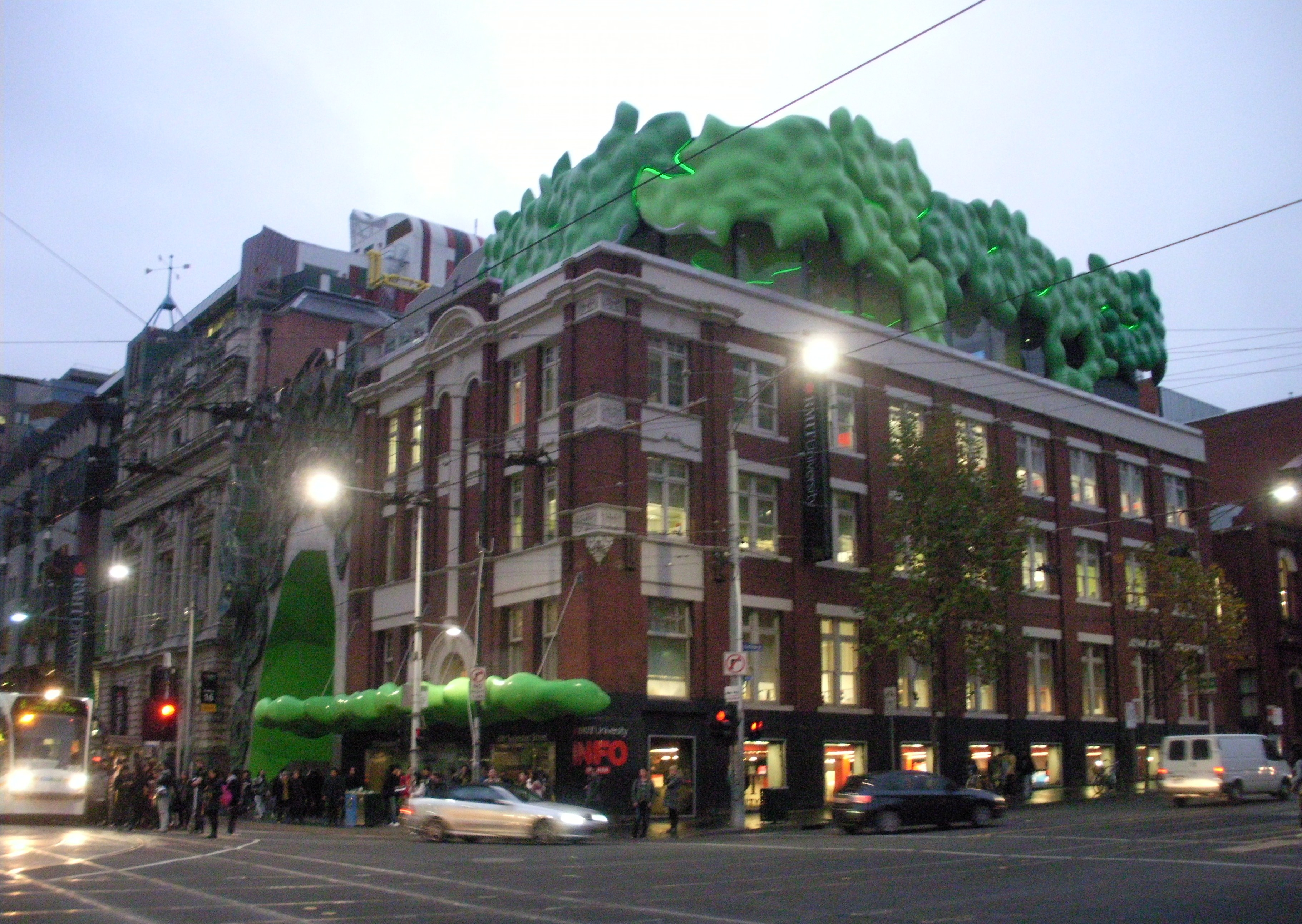
RMIT Storey Hall and the Green Brain

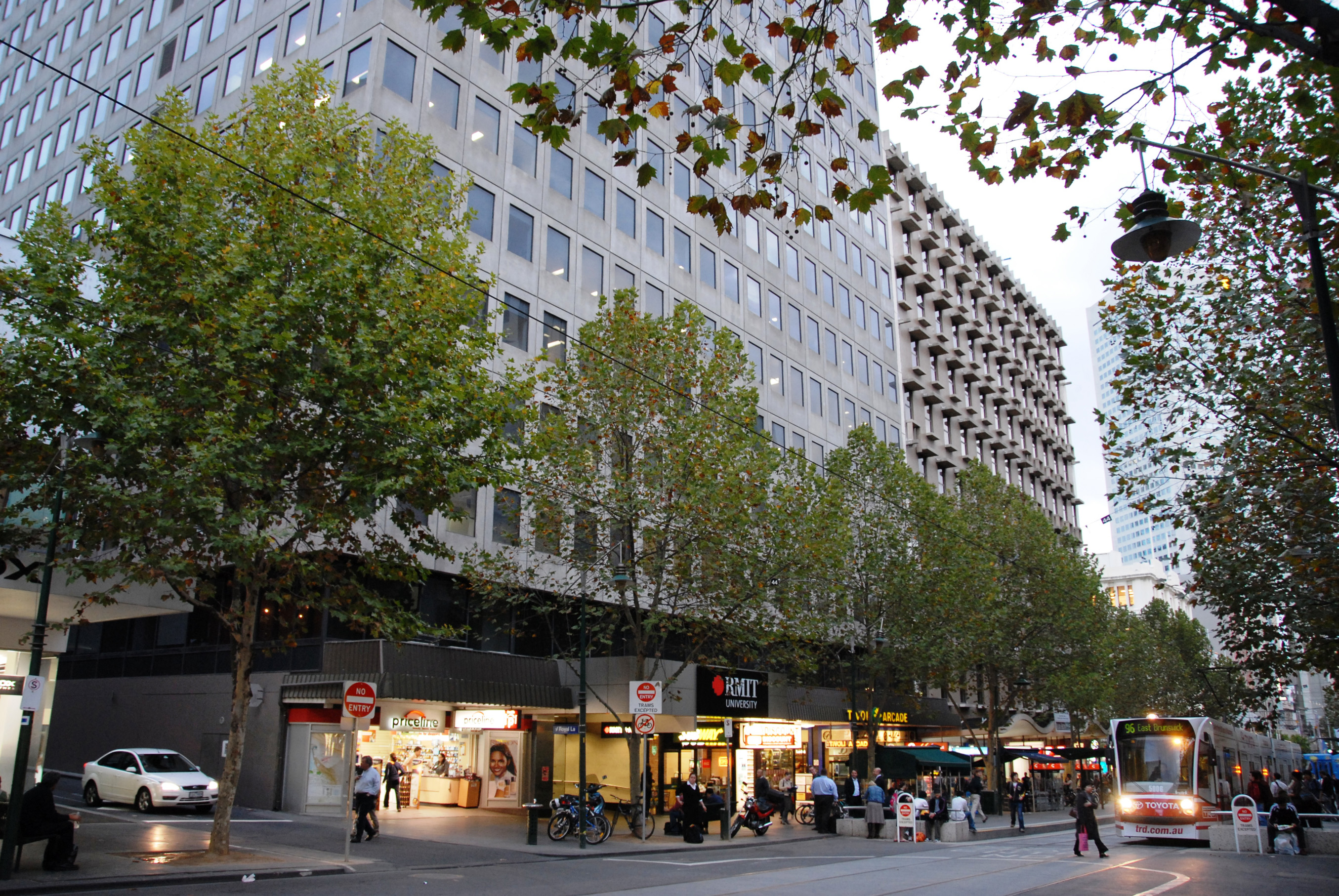
RMIT Building108

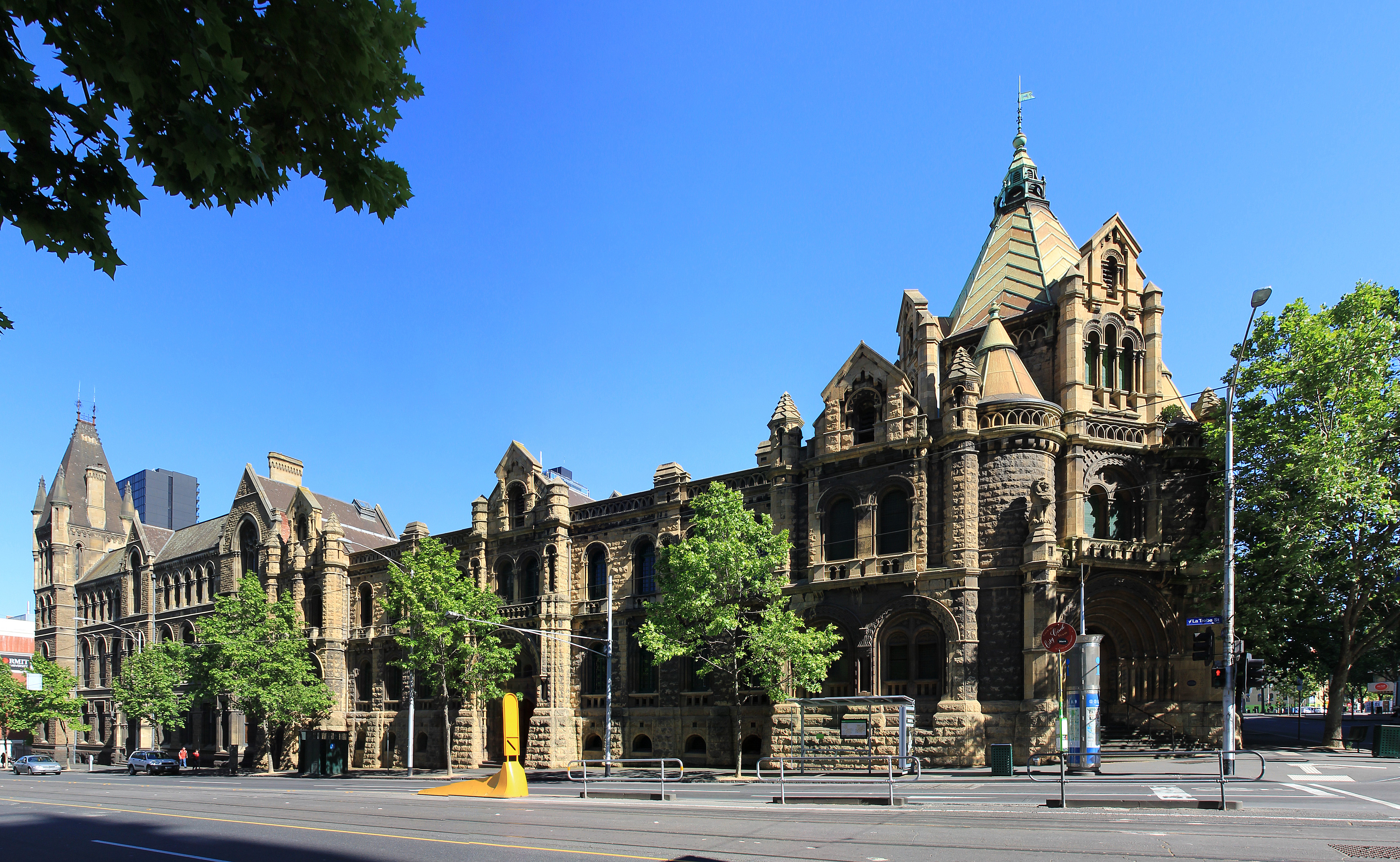
Francis Ormond Building in Melbourne

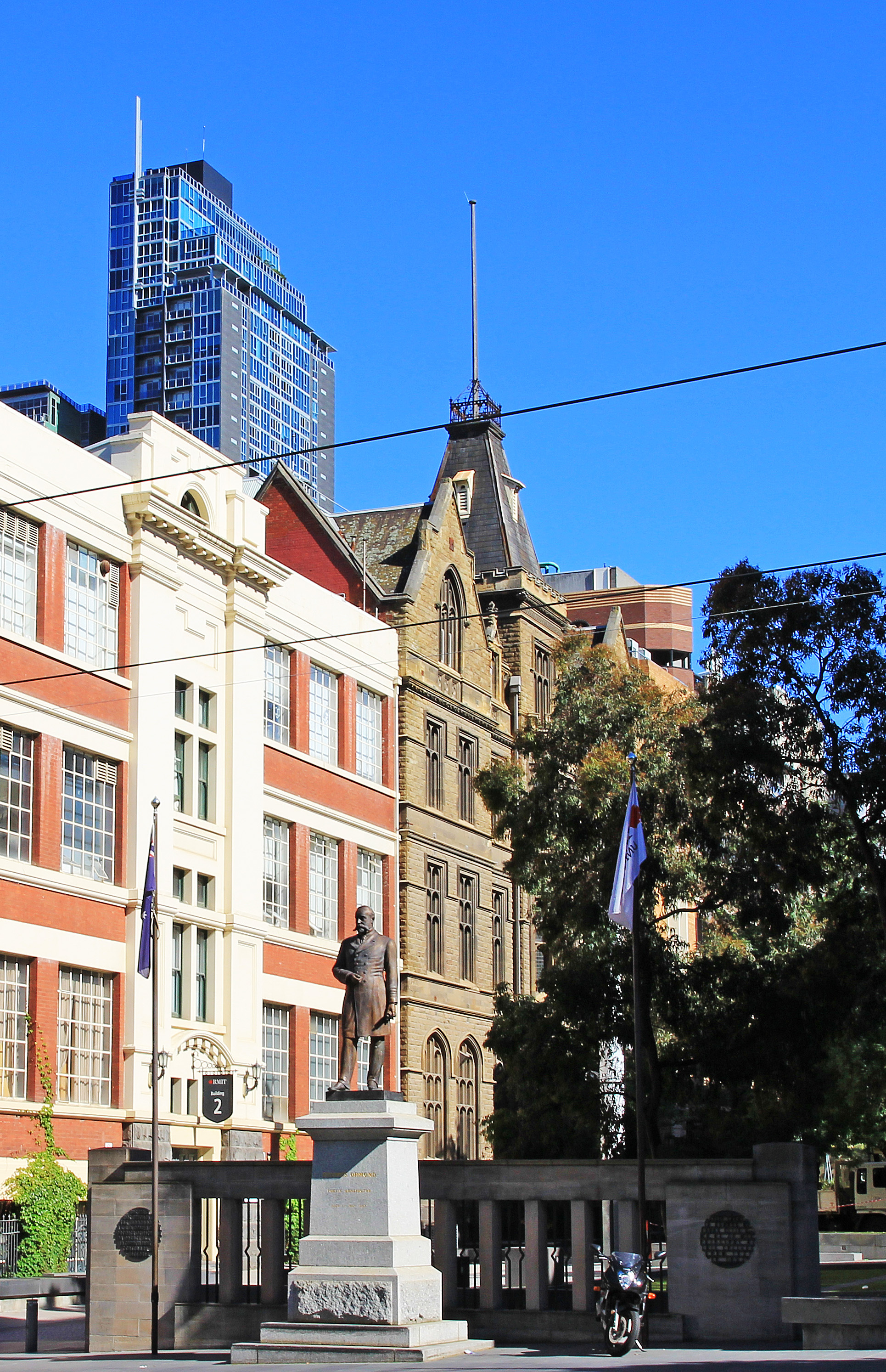
School of Art buildings

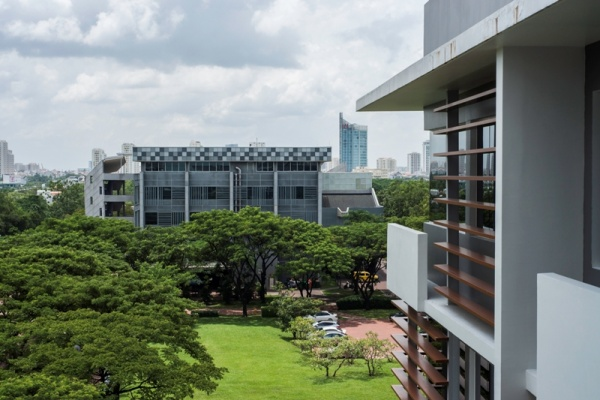
RMITベトナム分校（ホーチミン）

ロイヤルメルボルン工科大学（ロイヤルメルボルンこうかだいがく、英語: Royal Melbourne Institute of Technology）は、オーストラリアビクトリア州メルボルンに本部をおく公立大学。RMIT大学 (RMIT University) と公称しており、登録商標にもなっている。 
主要なキャンパスは シティ(CBD) および近郊のバンドゥーラ、ブランズウィックに位置し、ベトナムのハノイとホーチミンにもキャンパスを有する。オーストラリア国外にある教育機関と提携したコースもある。 職業専門学校(TAFE)も併設する。大学連合 en:Australian Technology Network および GU8 (Global University Consortium) に加盟している。 120年以上の伝統を誇りメルボルン大学や、モナシュ大学、シドニー大学と共にオーストラリアを代表する大学である。
2004年からタイムズが発行する世界大学ランキング（The Times Higher Education Supplement）の「The world top 200 universities」に2004年は55位とされた。その後2005年は82位、2006年に146位となり、2007年には200位。

オーストラリア第2の都市メルボルンは、イギリス・エコノミスト誌の調査部門「エコノミスト・インテリジェンス・ユニット(EIU)」が発表した「世界で最も住みやすい都市ランキング」2017で7年連続1位となっており、アカデミックな雰囲気と治安の良さを持った世界トップクラスの魅力的な街となっている。

## 略歴
参照元
- 1887年 - 現在のシティ・キャンパスの敷地に、前身とするWorking Men's College が開設される[5]。（州立化、学科の増設、他学校の合併、改称などを経る。）
- 1992年 - Royal Melbourne Institute of Technology Act （ビクトリア州法）により大学として認められる。(それまではメルボルン大学が学位を認定していた。）
- 1993年 - RMIT大学 (RMIT University) を公称するようになる。

## 組織
3つの学術的分野に大きく分けられ、25学部から構成されている。：
- ビジネス分野
  - 会計学・法学
  - ビジネス情報工学
  - ビジネスTAFEスクール
  - 経済学・財務・マーケティング
  - 経営大学院
  - マネージメント

- デザイン・社会背景分野
  - 建築学・デザイン
    - 建築学科
    - ファッション学科
    - 工業デザイン学科
    - インテリアデザイン学科
    - 造園学科

  - 芸術
    - Fine Art and Visual Art
    - Public Art
    - Arts Management

  - デザイン (TAFE)
    - Building Design
    - Furniture Design and Technology
    - Graphic Design
    - Interior Decoration and Design
    - Printing and Graphic Prepress
    - Product Design
    - Visual Merchandising

  - 教育
  - ファッション・繊維
    - Fashion Design and Technology
    - Fashion and Textile Merchandising
    - Footwear
    - Textile Design
    - Textile Technology

  - 国際関係・社会科学・プランニング
    - Environment, Planning and Sustainability
    - Global Studies
    - Justice and Community Safety
    - Languages
    - Social Studies
    - Social Work, Community and Human Services
    - Translating and Interpreting
    - Youth Work

  - メディア・コミュニケーション
    - Games and Animation
    - Media, Journalism, Screen and Music
    - Advertising, Design and Photography
    - Writing, Communication and Public Relations

  - 不動産・建築・プロジェクトマネジメント
    - Construction Management
    - Project Management
    - Property and Valuations
    - Real Estate

- 科学・工学・健康分野
  - 宇宙工学・機械工学・生産工学
    - Aerospace and Aviation Engineering
    - Manufacturing and Materials Engineering
    - Mechanical and Automotive Engineering

  - 応用科学
    - Applied Sciences
    - Chemistry
    - Consumer Science
    - Biotechnology and Biological Sciences
    - Environmental Science
    - Food Science
    - Nanotechnology
    - Occupational Health and Safety
    - Physics

  - 土木工学・環境工学・化学工学
    - Civil Engineering
    - Chemical Engineering
    - Environmental Engineering

  - 情報科学・情報技術
    - Distributed Software Engineering and Architecture
    - Distributed Systems and Networking
    - Discipline Head, Information Storage, Analysis and Retrieval
    - Intelligent Systems

  - 電気・コンピュータ工学
    - Electronics and Biomedical Engineering
    - Communication Engineering
    - Electrical, Energy and Control Systems Engineering
    - Computer and Network Engineering

  - 工学（TAFE）
    - Aerospace and Manufacturing
    - Building Services
    - Electrotechnology and Communication
    - Innovations and Projects

  - 健康科学
    - Chinese Medicine
    - Chiropractic
    - Disability Studies
    - Nursing and Midwifery
    - Osteopathy
    - Psychology
    - Wellbeing

  - 生命科学・物理科学
    - Biotechnology
    - Computer Science
    - Conservation and Land Management
    - Dental
    - Food Technology
    - Laboratory Technology
    - Nursing and Allied Health
    - Occupational Health and Safety
    - Optical
    - Remedial Massage (Myotherapy)

  - 数学・地球空間科学
    - Geospatial Science
    - Mathematical Sciences

  - 医療科学
    - Cell Biology and Anatomy
    - Exercise Sciences
    - Laboratory Medicine
    - Medical Radiations
    - Pharmaceutical Sciences

## 著名な卒業生
- Jacques Nasser (自動車会社フォードの前CEO)
- Justin Madden (ビクトリア州の政治家)
- ポール・ストッダート (以前にあった F1 レーシングチーム ミナルディ のオーナー)
- Jason Wood (政治家)
- Dennis Jensen (政治家)
- Bruce Billson (政治家 - Federal Minister for Veteran Affairs)
- Neil Comrie (Former Chief Commissioner of Police for Victoria)
- James Hird (AFL 選手)
- John Safran (コメディアン)
- Rebecca Maddern (Journalist & News Reporter)
- Anthony Hudson (AFL Commentator)
- Tony Le-Nguyen (Director)
- Kenneth Jack (芸術家)
- Robert Ingpen (Graphic Designer)
- リー・ワネル (俳優・映画プロデューサー・脚本家)
- ジェームズ・ワン (映画プロデューサー・映画監督・脚本家)
- Megan Spencer (Journalist & Triple J Announcer)
- ジリアン・チョン (香港のポップアイドルデュオ・ツインズ )
- 呉尊 (台湾のアイドルグループ・飛輪海)

## 日本の学生交流協定校
- 東京大学
- 大阪大学
- 東京工業大学
- 東京藝術大学
- 東京都立大学
- 九州大学
- 神戸大学
- 千葉大学
- 信州大学
- 室蘭工業大学
- 上智大学
- 立教大学
- 東京女子大学
- 名古屋外国語大学
- 京都外国語大学
- 関西外国語大学
- 文化ファッション大学院大学
- 龍谷大学
- 高知大学